# Список высших учебных заведений Узбекистана
В этой статье приведены все вузы Узбекистана.
ВУЗы отсортированы по регионам страны.

## Филиалы иностранных вузов
- Филиал «Национального исследовательского университета «МЭИ»» в городе Ташкенте
- Ташкентский филиал НИЯУ МИФИ[8]
- Технический институт Ёджу в городе Ташкенте
- Университет Инха
- Филиал Московского государственного университета имени М. В. Ломоносова в Ташкенте
- Международный Вестминстерский Университет в Ташкенте
- Сингапурский институт развития менеджмента в Ташкенте
- Филиал Российского государственного университета нефти и газа имени И. М. Губкина
- Филиал ФГБОУ ВО «Российский экономический университет имени Г. В. Плеханова» в Ташкенте[9]
- Туринский политехнический университет[10]
- Индийский университет Шарда в Андижане
- Университет Пучон
- Национальный исследовательский технологический университет «МИСиС» в г. Алмалык Ташкентской обл.[11]
- Индийский Университет Амити в Ташкенте[12]
- Американский Университет Вебстера в Ташкенте[13]
- Филиал  Университета Пизы (Италия) в городе Ташкенте [ https://podrobno.uz/cat/obchestvo/v-tashkente-otkroetsya-filial-pizanskogo-universiteta/]https://www.gazeta.uz/ru/2022/03/09/unipi/
- Филиал РХТУ имени Д.И.Менделеева в городе Ташкенте

## Ташкент
- Государственная консерватория Узбекистана
- Национальный институт художеств и дизайна имени Камолиддина Бехзода
- Национальный университет Узбекистана имени Мирзо Улугбека
- Ташкентская государственная высшая школа национального танца и хореографии
- Ташкентская медицинская академия
- Ташкентский архитектурно-строительный институт
- Ташкентский государственный аграрный университет
- Ташкентский государственный институт востоковедения
- Ташкентский государственный институт искусств имени Маннона Уйгура
- Ташкентский государственный институт культуры имени Абдуллы Кадыри
- Ташкентский государственный педагогический университет имени Низами
- Ташкентский государственный стоматологический институт
- Ташкентский государственный технический университет
- Ташкентский государственный университет узбекского языка и литературы имени Алишера Навои
- Ташкентский государственный экономический университет
- Ташкентский государственный юридический университет
- Ташкентский институт инженеров железнодорожного транспорта
- Ташкентский институт инженеров ирригации и механизации сельского хозяйства
- Ташкентский институт по проектированию, строительству и эксплуатации автомобильных дорог
- Ташкентский институт текстильной и лёгкой промышленности
- Ташкентский исламский университет
- Ташкентский педиатрический медицинский институт
- Ташкентский университет информационных технологий
- Ташкентский фармацевтический институт
- Ташкентский финансовый институт
- Ташкентский химико-технологический институт
- Узбекский государственный университет мировых языков
- Университет мировой экономики и дипломатии
- Высший военный таможенный институт[уточнить]
- Ташкентский филиал Самаркандского института ветеринарной медицины
- Международный университет Нордик[14]

## Андижан
- Андижанский государственной педагогический институт (ПП-289 от 22.02.22 г. на базе Пед.ин-та при АГУ).
- Андижанский государственный институт экономики и строительства
- Андижанский государственный аграрный университет (филиал ТашГАУ)
- Андижанский государственный медицинский институт
- Андижанский государственный институт иностранных языков (ПП №265 от 31.05.22 г.).
- Андижанский государственный университет им. Бабура
- Андижанский инженерно-экономический институт (филиал ТашГЭУ)
- Андижанский институт текстильной и лёгкой промышленности (филиал ТашИТиЛП)
- Андижанский машиностроительный институт
- Андижанский сельскохозяйственный институт
- Андижанский стоматологический институт (филиал ТашСтИ)
- Андижанский технический университет (филиал ТашГТУ)
- Индийский Университет Шарда (Андижанский филиал в Узбекистане)
- Варшавский Университет менеджмента (с 14.04.2021 г. Постановление Правительства Узбекистана от 14.04.2021 г.)

## Бухара
- Бухарский государственный медицинский институт имени Абу Али ибн Сино
- Бухарский государственный университет
- Бухарский инженерно-технологический институт
- Бухарский филиал Ташкентского института инженеров ирригации и механизации сельского хозяйства
- Университет Зармэд (Zarmed University)

## Карши
- Каршинский государственный университет
- Каршинский инженерно-экономический институт
- Каршинский филиал Ташкентского института инженеров ирригации и механизации сельского хозяйства

## Коканд
- Кокандский педагогический институт
- Кокандский университет[15]

## Навои
- Навоийский государственный горно-технологический университет
- Навоийский государственный педагогический институт
- Навоийский инновационный университет

## Наманган
Наманганский инженерно-технологический институт
- Наманганский инженерно-строительный институт
- Наманганский государственный университет

## Нукус
- Каракалпакский государственный университет имени Бердаха
- Нукусский государственный педагогический институт имени Ажинияза
- Нукусский филиал Самаркандского института ветеринарной медицины
- Нукусский филиал Навоийского государственного горного института
- Нукусский филиал Узбекского государственного университета физической культуры

## Самарканд
- Институт археологии при Академии наук Узбекистана
- Международный университет туризма «Шёлковый путь»
- Самаркандский государственный архитектурно-строительный институт
- Самаркандский государственный институт иностранных языков
- Самаркандский государственный медицинский институт
- Самаркандский государственный университет
- Самаркандский институт ветеринарной медицины
- Самаркандский институт экономики и сервиса
- Самаркандский филиал Ташкентского университета информационных технологий
- Самаркандский филиал Ташкентского государственного экономического университета

## Фергана
- Корейский международный университет[16]
- Ферганский государственный университет
- Ферганский политехнический институт
- Ферганский филиал Ташкентского университета информационных технологий
- Ферганский филиал Ташкентской медицинской академии

## Чирчик
- Узбекский государственный университет физической культуры
- Чирчикский государственный педагогический университет

## Другие
- Ургенчский государственный университет